# Ruidoso Downs, New Mexico
Ruidoso Downs, New Mexico (енгл. Ruidoso Downs) град је у америчкој савезној држави Њу Мексико.

## Демографија
По попису из 2010. године број становника је 2.815, што је 991 (54,3%) становника више него 2000. године.
| Група             | 2000.       | 2010.         |
| Белци             | 937 (51,4%) | 1.225 (43,5%) |
| Афроамериканци    | 14 (0,8%)   | 28 (1,0%)     |
| Азијати           | 13 (0,7%)   | 8 (0,3%)      |
| Хиспаноамериканци | 797 (43,7%) | 1.411 (50,1%) |
| Укупно            | 1.824       | 2.815         |